# The Piper at the Gates of Dawn
Piper at the Gates of Dawn er Pink Floyds debutalbum, og den eneste lavet under Syd Barrets lederskab, selvom han hjalp til på opfølgeren A Saucerful of Secrets. Den er blevet omtalt som en af de mest indflydelsesrige LP'er nogensinde, da den havde en kæmpe indflydelse på psychedelic rock. Albummet blev indspillet på Abbey Road Studios samtidig med at The Beatles indspillede Sgt Peppers Lonely Hearts Club Band
LP'en blev udgivet den 5. august 1967. Den opnåede en sjetteplads på de engelske hitlister, og den amerikanske version (kaldet Pink Floyd) opnåede en 131 plads på den amerikanske hitliste.
I 2000 blev albummet er blevet kåret af Q Magazine som nummer 55 ud af de hundrede bedste engelske albums nogensinde.

## Track Listing (Engelsk udgivelse)
Alle sange skrevet af Syd Barret, bortset fra de sange hvor der står andet.
1. 1. "Astronomy Domine" – 4:12
  2. "Lucifer Sam" – 3:07
  3. "Matilda Mother" – 3:08
  4. "Flaming" – 2:46
  5. "Pow R. Toc H." (Barrett/Waters/Wright/Mason) – 4:26 (se Toc H)
  6. "Take Up Thy Stethoscope and Walk" (Waters) – 3:05
  7. "Interstellar Overdrive" (Barrett/Waters/Wright/Mason) – 9:41
  8. "The Gnome" – 2:13
  9. "Chapter 24" – 3:42
  10. "The Scarecrow" – 2:11
  11. "Bike" – 3:21

## Track Listing (Amerikansk udgivelse)
Alle sange skrevet af Syd Barret, bortset fra de sange hvor der står andet.
1. 1. "See Emily Play" – 2:53
  2. "Pow R. Toc H." (Barrett/Waters/Wright/Mason) – 4:26
  3. "Take Up Thy Stethoscope and Walk" (Waters) – 3:05
  4. "Lucifer Sam" – 3:07
  5. "Matilda Mother" – 3:08
  6. "The Scarecrow" – 2:11
  7. "The Gnome" – 2:13
  8. "Chapter 24" – 3:42
  9. "Interstellar Overdrive" (Barrett/Waters/Wright/Mason) – 9:41

Forfatteren Richard Cowper har skrevet novellen Piper at the Gates of Dawn, som foregår i et middelalderagtigt samfund i en fjern fremtid (efter år 3000 e.Kr.). Novellen blev først trykt i tidsskriftet Fantasy and Science Fiction Monthly, men blev senere (i 1976) udgivet i novellesamlingen The Custodians.
Der hvor Pink Floyd har deres inspiration fra er nok kapitel 7 i "the wind in the willows", (vinden i piletræerne) fra 1908 af Kenneth Grahame. I kapitlet "the Piper at the gate of Dawn" ror Muldvarp og Rotte ned af floden, og oplever en nærmeste psykedelisk trancendens med naturen.